# Obsthof
Der Obsthof liegt in der Stadt Menden (Sauerland). Er liegt im Südwesten des Stadtgebiets und grenzt an die Stadt Hemer.
In Obsthof gibt es zwei große Siedlungen. Im Jahr 1949 wurde die Kolpingsiedlergemeinschaft gegründet, die  Einfamilienhäuser erbaut hat. In den 1970er Jahren wurde die Baugemeinschaft Heilig Kreuz gegründet, die im Bereich der Von-Ketteler-Straße mehrere Häuser errichtet hat.
Am 1. Juli 2017 hatte der „Ortsteil Obsthof Horl. Oesew.“ 2922 Einwohner.

## Kirchen
Im Jahr 1957 wurde an der Hönne im Bereich von Battenfeldswiese eine katholische Kirche erbaut. Die Heilig-Kreuz-Kirche ist die Kirche mit den meisten Sitzplätzen im Stadtgebiet und gehört zum Pastoralverbund Menden-Mitte.

## Schulen und Kindergärten
Im Obsthof liegt das Schulzentrum der Stadt, mit dem Heilig-Geist-Gymnasium, der Realschule Menden und der Hauptschule am Gelben Morgen. Außerdem gibt es einen Kindergarten, der sich in Trägerschaft des DRK befindet und im Jahr 2008 in das Familienzentrum „Der Obsthof“ umstrukturiert wurde.